# Торы

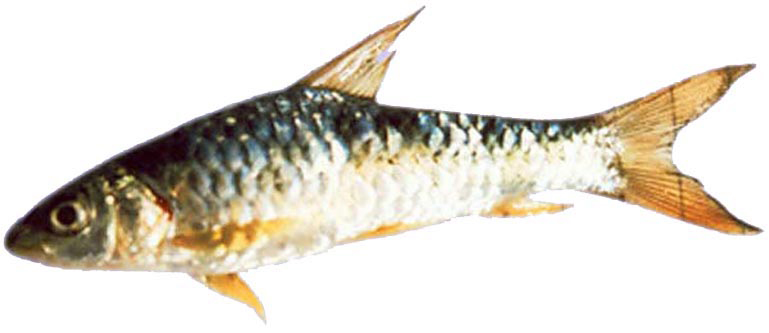

Торы (лат. Tor) — род пресноводных рыб из семейства карповых отряда карпообразных. Внешне очень похожи на усачей, как формой тела, так и наличием небольших усов в уголках рта. Размеры от 5,3 см (T. polylepis) до 275 см (T. putitora, одна из крупнейших карповых рыб). Окрашены неярко, буровато- и оливково-желтоватые, чешуя с серебристым блеском. Распространены в водоёмах Азии.

## Виды
В роде Tor 20 видов:
 Tor ater
 Tor barakae
 Tor douronensis
 Tor hemispinus
 Tor khudree
 Tor kulkarnii
 Tor laterivittatus
 Tor macrolepis
 Tor malabaricus
 Tor polylepis
 Tor putitora
 Tor qiaojiensis
 Tor remadevii
 Tor sinensis
 Tor soro
 Tor tambra
 Tor tambroides
 Tor tor — Махсир, или усач-тор
 Tor yingjiangensis
 Tor yunnanensis